# Helen Bekele Tola
Pour les articles homonymes, voir Bekele et Tola.
Helen Bekele Tola, née le 21 novembre 1994, est une athlète éthiopienne et suisse vivant à Genève depuis 2015.

## Biographie
En février 2024, elle obtient la nationalité suisse alors qu'elle y réside depuis 2016. Elle participe au marathon d'Osaka avec sa nouvelle nationalité et s'y classe quatrième en 2 h 25 min 25 s. Elle décroche ainsi son ticket pour le marathon des Jeux olympiques de 2024.

## Palmarès
- 1re du marathon de Zurich (2023)
- 3e du marathon de Berlin (2021)
- 2e du marathon de Tokyo avec un record personnel en 2 h 21 (2019)
- 1re du marathon de Barcelone (2017)
- 1re du marathon de Lausanne (2015)
- Détentrice du record de la course Morat-Fribourg en 57 min 50 s (2019)
- 1re des 10 km de la Saint-Silvestre de Madrid (2019)
- Quadruple vainqueur de la course de l'Escalade (2015, 2016, 2017, 2018)
- 1re des 20 km de Lausanne (2016, 2017, 2019)
- 1re de la course Titzé de Noël, Sion (2015, 2016, 2018,2019)
- 1re de la course urbaine de Bâle (2016, 2017, 2018)
- 1re de la corrida bulloise (2015, 2017)
- 1re de la course de la Saint-Sylvestre de Zurich (2021)
- 1re de la course de Chiètres (2022)

## Vie privée
Son époux, qui est aussi son coach, Tesfaye Eticha est également un athlète de haut niveau.